# بيتا فرهي
بيتا فرهي (بالفارسية: بيتا فرهی) (21 مارس 1958 - 25 نوفمبر 2023)، هي ممثلة إيرانية. تُعتبر إحدى أشهر الممثلات دوليًا في إيران.

## الحياة المهنية
وُلدت في 21 مارس 1958 بمدينة طهران، درست الفن في مدرسة جون باورز في الولايات المتحدة. عملت عارضةً للمجلات الفنية في كاليفورنيا، وغادرت الولايات المتحدة في عام 1985 وعادت إلى إيران. اكتشفها المخرج داريوش مهرجوئي وبدأت مسيرتها في التمثيل في فيلم «هامون»، واشتهرت بلعب أدوار النساء المثقفات والمستقلات اللاتي يعانين من مشاكل عائلية ونفسية.

## وصلات خارجية
- بيتا فرهي على موقع IMDb (الإنجليزية)
- بيتا فرهي على موقع قاعدة بيانات الفيلم (الإنجليزية)
- بيتا فرهي على موقع كينوبويسك (الروسية)